# 곱사등이 망아지

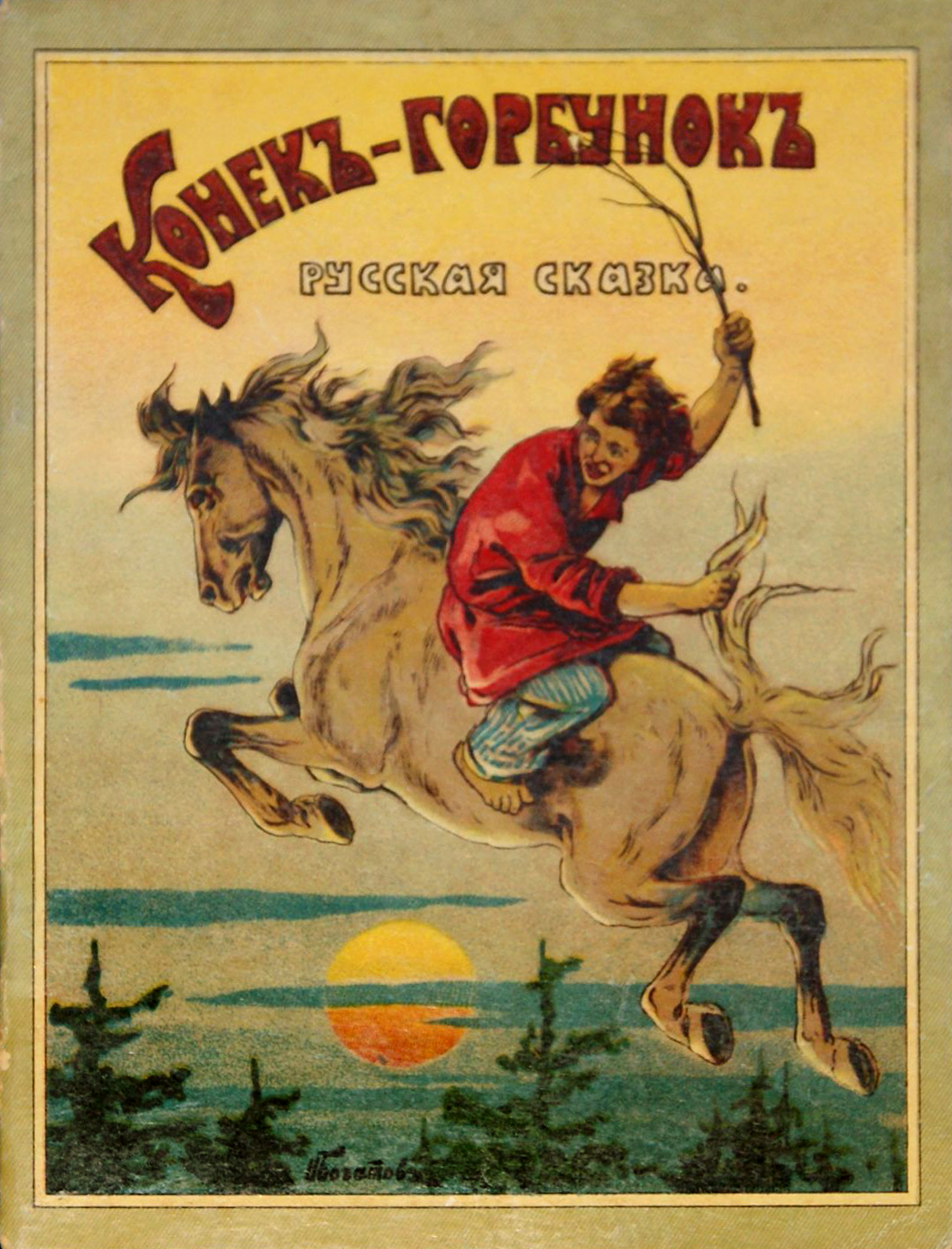

곱사등이 망아지(러시아어: Конек-горбунок)는 1834년에 출간된 러시아 최초의 장편 시 동화이며 러시아 아동문학의 고전으로 꼽히는 작품이다. 표트르 에르쇼프가 썼다. 시 동화란 처음부터 끝까지 각 연의 운율과 리듬을 철저하게 맞춘 시로 된 이야기다. 환상, 모험, 고난, 극복 등 옛이야기에 필수적인 요소와 더불어 표트르 에르쇼프는 구어체와 방언을 사용해 생동감 있게 작품을 표현했다. 시인이기도 한 에르쇼프가 페테르부르크 대학 재학 시절에 집필한 작품으로 그해 단행본으로 출판되어 많은 인기를 누렸다. 이반이 자신의 욕망을 통제하지 못해 어려움을 겪으나 모든 것을 극복하고 새로운 인간으로 재탄생하는 것을 잘 보여 주는 작품이다.

## 배경
에르쇼프의 가장 대표적 작품이라 할 수 있는 ≪곱사등이 망아지≫는 러시아 최초의 장편 시 동화다. 시인으로 활동했던 작가의 시적 재능이 드러난 작품으로, 처음부터 끝까지 각 연의 운율과 리듬을 철저하게 맞춘 시 작품이다. 환상, 모험, 고난, 극복 등 옛이야기에 필수적인 요소와 더불어 작가는 구어체와 방언을 사용해 생동감 있게 작품을 표현했다.
≪곱사등이 망아지≫는 총 3부로 구성되어 있다. 1부에서는 삼 형제 중 막내이자 바보 같은 주인공 이반이 어떻게 수말 두 마리와 곱사등이 망아지를 얻게 되고, 어떻게 황제의 마구간지기가 됐는지에 대한 이야기가 펼쳐진다.
2부에서는 황궁에서 일하게 된 이반이 길가에서 주운 불새의 황금 깃털 때문에 황제가 제시하는 어려운 과제를 푸는 이야기가 전개된다. 곱사등이 망아지의 도움으로 무사히 불새를 잡아 오고, 아름다운 공주까지 황궁으로 데려오는 이야기가 흥미진진하게 펼쳐진다.
3부에서도 황제는 이반에게 어려운 과제를 부과하고, 그를 죽음으로까지 내몬다. 그러나 곱사등이 망아지의 도움으로 우리의 주인공 이반은 문제를 해결한다. 마침내 아름다운 공주와 결혼해 행복하게 잘 살게 된다는 이야기로 작품이 마무리된다.
이 작품은 옛이야기 스타일을 그대로 따르고 있다. 오래전부터 내려오는 구비문학 작품 속에 구현되어 있는 기본 화소들(막내, 주어진 과제, 집을 떠남, 마법의 물건 획득, 어려운 과제 해결, 행복한 결혼 등)뿐 아니라 곱사등이 망아지라는 조력자가 아주 생동감 있게 그려지고 있다. 특히 작품 중간 중간에 등장하는 화자는 러시아 옛이야기에서만 찾아볼 수 있는 독특한 캐릭터로서 익살스런 재담과 경구로 독자의 관심을 돌리거나 흥미를 유발하는 역할을 하고 있다. “그게 우리랑 무슨 상관이겠어요”, “자, 이야기를 계속해야지요”, “그러나 지금 형들의 이야기는 그만두기로 하죠”, “우리들의 이야기는 어떻게 그가 황제가 되었는지 보여 주는 것이랍니다”, “이것 역시 이야기의 시작일 뿐이지요”, “자, 이제 진짜 이야기가 시작된답니다”, “자, 여러분, 우리도 좀 쉬어야지요”, “그런데 콧수염을 타고 흘러내릴 뿐 한 모금도 마시진 못했지요” 등의 얘기를 던지며 작품 곳곳에서 등장하고 있다.
옛이야기는 어린이의 마음속에 있는 욕망을 충족시키고 갈등을 해소시키는 역할을 한다. 모든 시련과 고통을 겪다가 승리하는 주인공을 통해 어린이는 자신도 주인공처럼 언젠가는 승리할 수 있다고 상상한다. 옛이야기를 통해 선과 악을 자연스럽게 터득하고 초라하고 하잘것없는 인물도 성공할 수 있다는 확신, 자신에 대한 확신을 통해 어린이는 한 단계 더 성숙한 세계로 나아가게 된다.